# WWE NXT
WWE NXT est une émission et une académie de catch de la World Wrestling Entertainment (WWE), devenue depuis le 20 juin 2012, la troisième division de la WWE avec Raw et SmackDown. Cette nouvelle division met en avant des nouveaux catcheurs, d'abord sélectionnés dans l'ancien club-école de la WWE, la Florida Championship Wrestling, puis sur la scène indépendante internationale.

## Histoire
Lors de son lancement en 2010, NXT est une sorte d'école, ou plus précisément une académie de catch de la WWE où chaque candidat (il y en a au départ entre six et huit) possède un "pro" (un entraîneur qui est un catcheur de Raw ou de SmackDown) qui doit aider, apprendre, faire progresser et conseille (scénaristiquement) le "rookie" (débutant) qui lui est associé. Une saison s'écoule sur plusieurs mois, avec un show par semaine. Les candidats sont éliminés à intervalles réguliers. Ils sont en compétition sur plusieurs semaines (15 pour la première saison, 13 pour la seconde...) afin de déterminer le gagnant de la saison qui, en plus d'avoir un contrat garanti dans l'un des deux principaux shows de la WWE (Raw ou SmackDown) obtiendra par la suite un match pour le titre de son choix au pay-per-view de son choix. La saison 5 est différente : c'est une saison de "rédemption", c'est-à-dire qu'elle fait revenir à l'émission des anciens rookies des précédentes saisons, pour leur permettre d'obtenir leur rédemption. Le gagnant ne gagne pas de contrat permanent à la WWE, mais une place dans la 6e saison de NXT.
La saison se conclut lors d'un ultime show durant lequel, les rookies de la saison suivante ainsi les pros qui leur seront associés, sont annoncés. Un Triple Threat match a lieu entre les trois derniers candidats pour permettre aux spectateurs de se forger un ultime avis sur les capacités de chaque participant. Le show se termine par la proclamation des résultats et donc du gagnant. Si lors de la première saison, seule la WWE choisissait les résultats (officiellement par votes des pros), 50 % de la décision revient à partir de la saison 2 aux fans qui peuvent voter par le biais d'internet. Quatre saisons, respectivement remportées par Wade Barrett, Kaval, Kaitlyn et Johnny Curtis ont pour l'instant eu lieu.
Le gagnant de la saison dans laquelle il a participé remporte un contrat qui l'affilie à Raw ou à SmackDown, et un futur match pour le titre de son choix en pay-per-view. Cependant, certains participants qui n'ont pas gagné ont également eu droit un contrat à Raw ou à SmackDown, tels que David Otunga, Daniel Bryan, Brodus Clay, Michael McGillicutty ou Justin Gabriel. On remarque également qu'aucun des vainqueurs n'a gagné de titre lors de son premier match de championnat obtenu en Pay-Per View, par exemple Wade Barrett à Night of Champions 2010.
À partir du 20 juin 2012, NXT devient une branche à part entière de la WWE, remplaçant la Florida Championship Wrestling. NXT possède son propre roster, ses propres shows et plus tard ses propres titres, abandonnant l'idée de téléréalité.
L'émission a été diffusée pour la toute première fois le 23 février 2010 sur la chaîne télévisée Syfy aux États-Unis, en remplacement de la division ECW qui ferma ses portes la semaine précédente. L'émission cessa cependant d'être diffusée sur SyFy depuis le 28 septembre 2010 pour n'être visible qu'en webdiffusion sur le site internet WWE.com. La diffusion reste identique pour les autres pays. Avec le lancement du WWE Network début 2014, NXT y est dorénavant diffusé en premier lieu.

### Saison 1
La première saison de NXT accueille huit catcheurs expérimentés (The Miz, Chris Jericho, Matt Hardy, Christian, R-Truth, William Regal, Carlito et CM Punk) pour enseigner le catch à huit catcheurs "débutants" (Daniel Bryan, Wade Barrett, Justin Gabriel, Heath Slater, David Otunga, Skip Sheffield, Michael Tarver et Darren Young respectivement). Toutes les six semaines, les pros votaient pour établir un classement des apprentis catcheurs.
Un classement est établi par la WWE à certaines dates prévues au calendrier. À chaque classement, un ou plusieurs candidats sont éliminés de NXT (sauf le premier classement, qui a pour but de donner au téléspectateur une approximation des différences de niveau), soit par les dirigeants de la WWE (pour les deux premiers rookies), soit par les votes de pros (pour les autres).
Lors du premier classement, Daniel Bryan est classé en tête. La semaine suivante, Michael Tarver ainsi que Daniel Bryan sont éliminés par la direction de la WWE après avoir déclaré qu'ils ne méritaient pas de faire partie de la compétition. La même nuit, un autre « pro's Poll » (« vote des pros ») a lieu, ainsi Wade Barrett prend la tête du classement, et Skip Sheffield est éliminé par les pros. La semaine suivante, Wade Barrett reste en tête du classement et Darren Young est éliminé à son tour.
Ainsi, NXT entre dans les phases dites de demi-finales, les candidats restants sont : Wade Barrett, David « A-List » Otunga, Heath Slater et Justin Gabriel. La semaine suivante, Heath Slater est éliminé. Les trois finalistes sont donc Wade Barrett, David Otunga et Justin Gabriel. Le vainqueur de cette première saison est Wade Barrett.
Par la suite, les huit catcheurs intègrent tous la division RAW, où ils forment The Nexus, un groupe mené par Wade Barrett.
Plus tard, Barrett annonce qu'il utilisera son match de championnat à Night Of Champions pour le WWE Championship. Il échouera, mais remportera cinq fois le WWE Intercontinental Championship lors de sa carrière.

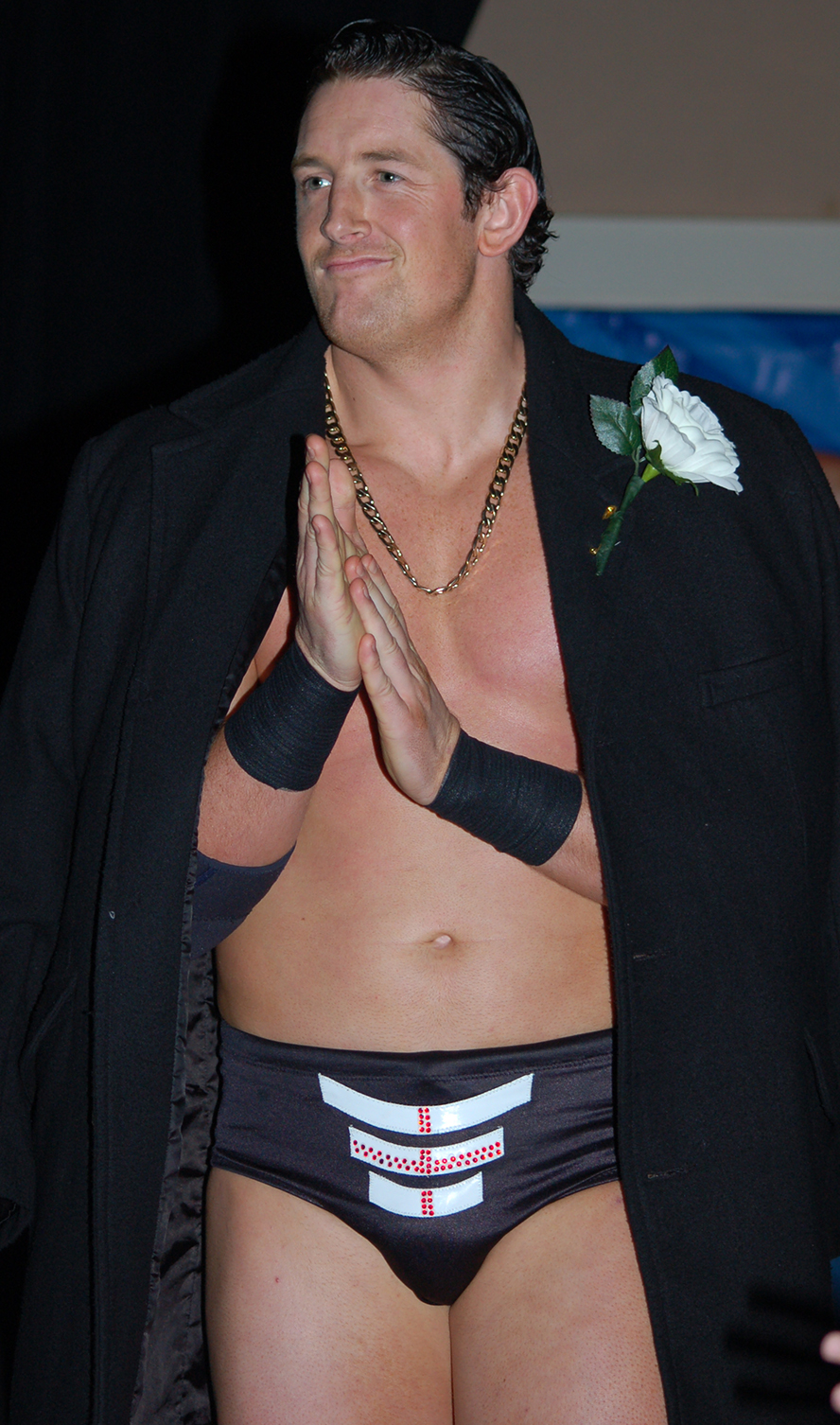
Wade Barrett, vainqueur de la première saison et ancien meneur de The Nexus.

| Rookie         | Pro           | Victoires | Défaites | Statut                |
| -------------- | ------------- | --------- | -------- | --------------------- |
| Wade Barrett   | Chris Jericho | 8         | 5        | Gagnant               |
| David Otunga   | R-Truth       | 6         | 5        | Éliminé (15e semaine) |
| Justin Gabriel | Matt Hardy    | 7         | 4        | Éliminé (15e semaine) |
| Heath Slater   | Christian     | 5         | 6        | Éliminé (14e semaine) |
| Darren Young   | CM Punk       | 7         | 4        | Éliminé (13e semaine) |
| Skip Sheffield | William Regal | 2         | 5        | Éliminé (12e semaine) |
| Daniel Bryan   | The Miz       | 0         | 10       | Éliminé (12e semaine) |
| Michael Tarver | Carlito       | 1         | 7        | Éliminé (12e semaine) |

| Rookie         | Vote no 1 (30 mars) | Vote no 2 (11 mai) | Vote no 3 (18 mai) | Vote no 4 (25 mai) | Vote no 5 (1er juin) |
| -------------- | ------------------- | ------------------ | ------------------ | ------------------ | -------------------- |
| Wade Barrett   | 2e                  | 1er                | 1er                | 1er                | 1er                  |
| David Otunga   | 5e                  | 2e                 | 2e                 | 2e                 | 2e                   |
| Justin Gabriel | 3e                  | 3e                 | 4e                 | 3e                 | 3e                   |
| Heath Slater   | 4e                  | 4e                 | 3e                 | 4e                 | -                    |
| Darren Young   | 8e                  | 5e                 | 5e                 | -                  | -                    |
| Skip Sheffield | 6e                  | 6e                 | -                  | -                  | -                    |
| Michael Tarver | 7e                  | Disqualifié        | -                  | -                  | -                    |
| Daniel Bryan   | 1er                 | Disqualifié        | -                  | -                  | -                    |

- Gagnant de la compétition
- Sauvé par le public
- Éliminé

### Saison 2

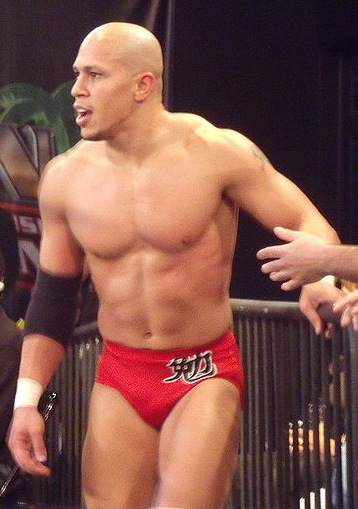
Kaval, vainqueur de la deuxième saison, et premier catcheur de NXT managé par des femmes.

Comme pour la première saison, huit rookies (Alex Riley avec The Miz pour sa deuxième saison d'NXT, Eli Cottonwood avec John Morrsion, Husky Harris avec "Dashing" Cody Rhodes, Kaval avec LayCool (qui sont les premières femmes à faire partie des pros d'NXT), Lucky Cannon avec Mark Henry, Michael McGillicutty avec Kofi Kingston, Percy Watson avec MVP, et Titus O'Neil avec Zack Ryder) s'affrontent pour tenter de gagner la saison 2 de NXT.
Michelle McCool et Layla, les pros associés à Kaval, sont les premières femmes pros à participer à NXT et les premières (tous sexes confondus) à être plusieurs pros pour un seul rookie.
Le jour de la première élimination a lieu le jour du premier challenge de cette saison d'NXT : le Keg Carrie Challenge, qui est remporté par Lucky Cannon. Celui-ci était donc certain de ne pas être éliminé lors de l'épisode, et à l'issue du classement, Husky Harris échappe de peu à l'élimination et c'est finalement Titus O'Neil qui rentre à la maison.
La semaine suivante, Percy Watson gagne le "Talk the Talk Challenge". La semaine d'après, The Nexus revient et bat les autres pros et rookies dans un 20 Men Over the Top Rope Battle Royal.
Le gagnant de NXT Saison 2 est Kaval. Michael McGillicutty arrive deuxième, et Alex Riley finit lui troisième.
| Rookie               | Pro(s)                             | Victoires | Défaites | Statut                |
| -------------------- | ---------------------------------- | --------- | -------- | --------------------- |
| Kaval                | LayCool (Michelle McCool et Layla) | 3         | 6        | Gagnant               |
| Michael McGillicutty | Kofi Kingston                      | 6         | 4        | Éliminé (13e semaine) |
| Alex Riley           | The Miz                            | 5         | 4        | Éliminé (13e semaine) |
| Husky Harris         | Cody Rhodes                        | 4         | 4        | Éliminé (11e semaine) |
| Percy Watson         | MVP                                | 3         | 4        | Éliminé (11e semaine) |
| Lucky Cannon         | Mark Henry                         | 3         | 5        | Éliminé (10e semaine) |
| Eli Cottonwood       | John Morrison                      | 2         | 2        | Éliminé (8e semaine)  |
| Titus O'Neil         | Zack Ryder                         | 0         | 3        | Éliminé (4e semaine)  |

| Rookie               | Vote no 1 semaine 4 | Vote no 2 semaine 8 | Vote no 3 semaine 10 | Vote no 4 semaine 11 | Vote no 5 semaine 13 |
| -------------------- | ------------------- | ------------------- | -------------------- | -------------------- | -------------------- |
| Kaval                | 1er                 | 2e                  | 1er                  | Réchappé             | 1er                  |
| Michael McGillicutty | 3e                  | 1er                 | 2e                   | Réchappé             | 2e                   |
| Alex Riley           | 4e                  | 3e                  | 5e                   | Réchappé             | 3e                   |
| Husky Harris         | 7e                  | 6e                  | 4e                   | 4e                   | -                    |
| Percy Watson         | 2e                  | 4e                  | 3e                   | 5e                   | -                    |
| Lucky Cannon         | 5e                  | 5e                  | 6e                   | -                    | -                    |
| Eli Cottonwood       | 6e                  | 7e                  | -                    | -                    | -                    |
| Titus O'Neil         | 8e                  | -                   | -                    | -                    | -                    |

- Gagnant de la compétition
- Sauvé par le public
- Éliminé
- Réchappé

### Saison 3

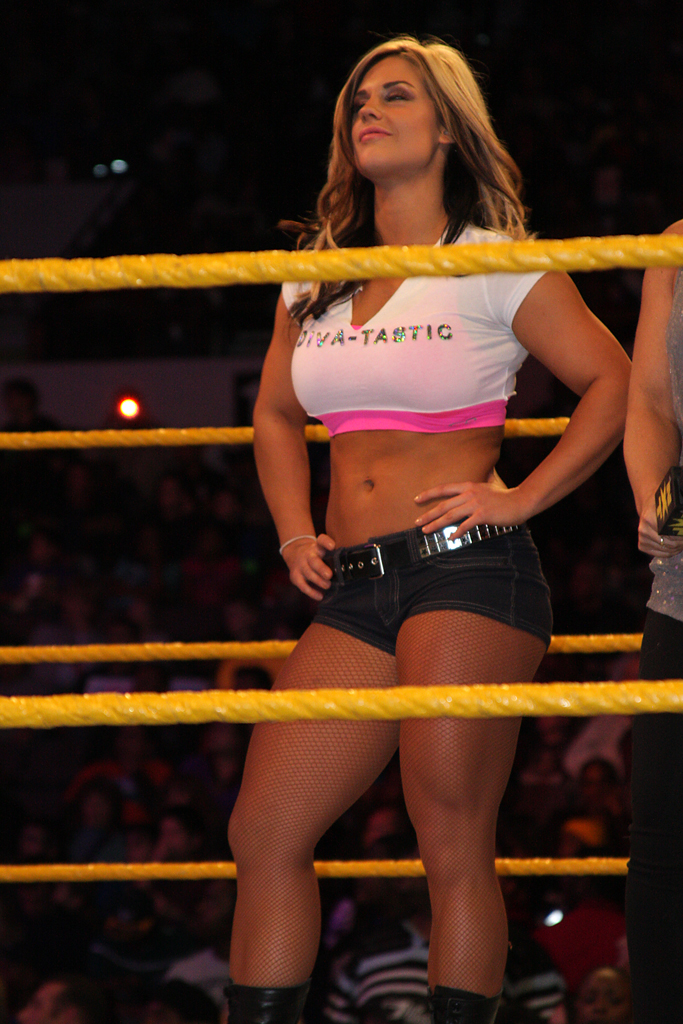
Kaitlyn, gagnante de la saison 3.

La saison 3 de NXT est semblable aux précédentes, à la différence qu'elle est entièrement féminine et qu'elle n'oppose que six rookies. De plus, les challenges ont un rôle plus important, puisque la rookie qui comptabilise le plus de victoires en challenges au moment de l'élimination est immunisée pour cette dernière.
Le 5 octobre a lieu la première élimination. Contrairement aux autres saisons, le classement n'est pas révélé : seule la place de la dernière rookie, éliminée, Jamie, est annoncée (elle est donc soit 6e, soit 5e si la rookie qui était immunisée était arrivée dernière).
La majorité des vedettes incluses dans la saison 3 a été révélée à la fin de la deuxième saison, lors de la finale du 31 août 2010. Cependant, avant que la saison n'ait été diffusée, la rookie Aloisia a été retirée de l'émission. Le 30 novembre, la gagnante de la saison 3 est Kaitlyn.
| Rookie      | Pro(s)                                | Victoires | Défaites | Statut                 |
| ----------- | ------------------------------------- | --------- | -------- | ---------------------- |
| Kaitlyn     | Vickie Guerrero                       | 2         | 4        | Gagnante               |
| Naomi       | Kelly Kelly                           | 6         | 3        | Éliminée (13e semaine) |
| AJ          | Primo                                 | 6         | 2        | Éliminée (12e semaine) |
| Aksana      | Goldust                               | 1         | 4        | Éliminée (11e semaine) |
| Maxine      | Alicia Fox                            | 1         | 3        | Éliminée (9e semaine)  |
| Jamie Keyes | The Bella Twins (Brie et Nikki Bella) | 2         | 0        | Éliminée (5e semaine)  |

| Rookie      | Semaine 5 (5 octobre)              | Semaine 9 (2 novembre)             | Semaine 11 (16 novembre)           | Semaine 12 (23 novembre) | Semaine 13 (30 novembre) |
| ----------- | ---------------------------------- | ---------------------------------- | ---------------------------------- | ------------------------ | ------------------------ |
| Kaitlyn     | Immunisée (3 challenges remportés) | Sauvée (2 challenges remportés)    | Sauvée (1 challenge remporté)      | Sauvée                   | Gagnante                 |
| Naomi       | Sauvée (2 challenges remportés)    | Immunisée (3 challenges remportés) | Sauvée (1 challenge remporté)      | Sauvée                   | Deuxième                 |
| A.J.        | Sauvée (3 challenges remportés)    | Sauvée (2 challenges remportés)    | Immunisée (2 challenges remportés) | Troisième                |                          |
| Aksana      | Sauvée (1 challenges remporté)     | Sauvée (0 challenge remporté)      | Éliminée (0 challenge remporté)    |                          |                          |
| Maxine      | Sauvée (0 challenges remportés)    | Éliminée (1 challenge remporté)    |                                    |                          |                          |
| Jamie Keyes | Éliminée (1 challenge remporté)    |                                    |                                    |                          |                          |

- Gagnante de la compétition
- Sauvée par le public
- Éliminée
- Immunisée par le plus grand nombre de challenges remportés

### Saison 4

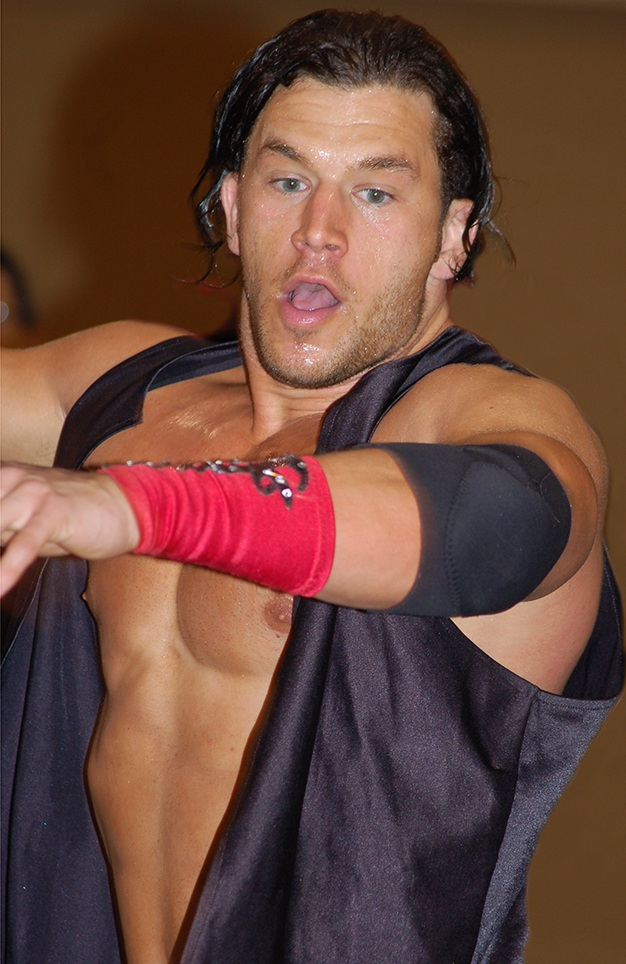
Johnny Curtis, vainqueur de la saison 4.

Tout comme la saison 3, cette saison comprend 6 rookies (Brodus Clay avec Ted DiBiase Jr et Maryse, Byron Saxton avec Chris Masters, Conor O'Brian avec Alberto Del Rio, Derrick Bateman avec Daniel Bryan, Jacob Novak avec Dolph Ziggler et Vickie Guerrero, et Johnny Curtis avec R-Truth. Cette fois, le vainqueur de la saison remporte un match de championnat par équipe avec son pro.
Ted DiBiase Jr et Maryse, et Dolph Ziggler et Vickie Guerrero, sont les 1er pros mixtes de NXT. Daniel Bryan est le 1er ancien rookie de NXT à devenir pro. R-Truth fait son retour à NXT, après avoir été le pro de David Otunga lors de la saison 1 de NXT.
Après avoir remporté une Battle Royal entre les pros le 4 janvier 2011 à NXT, Dolph Ziggler échange son rookie Jacob Novak, contre celui de Chris Masters : Byron Saxton.
De la même manière, Brodus Clay a changé de pro après avoir remporté un Fatal Four Way match entre les rookies le 1er février à NXT, et a choisi Alberto Del Rio après que le rookie de ce dernier se soit fait éliminer lors de la 7e semaine.
| Rookie          | Pro(s)                               | Victoires | Défaites | Statut               |
| --------------- | ------------------------------------ | --------- | -------- | -------------------- |
| Johnny Curtis   | R-Truth                              | 3         | 7        | Gagnant              |
| Brodus Clay     | Alberto Del Rio et Ricardo Rodriguez | 7         | 3        | Éliminé (finale)     |
| Derrick Bateman | Daniel Bryan                         | 3         | 6        | Éliminé (semaine 12) |
| Byron Saxton    | Dolph Ziggler et Vickie Guerrero     | 3         | 6        | Éliminé (semaine 10) |
| Conor O'Brian   | Alberto Del Rio et Ricardo Rodriguez | 3         | 1        | Éliminé (semaine 7)  |
| Jacob Novak     | Chris Masters                        | 1         | 2        | Éliminé (semaine 5)  |

| Rookie          | Semaine 5 (4 janvier) | Semaine 7 (18 janvier) | Semaine 10 (8 février) | Semaine 12 (22 février) | Semaine 13 (1er mars) |
| --------------- | --------------------- | ---------------------- | ---------------------- | ----------------------- | --------------------- |
| Johnny Curtis   | Immunisé (5 points)   | Sauvé (0 points)       | Immunisé (3 points)    | Sauvé (3 points)        | Gagnant               |
| Brodus Clay     | Sauvé (0 points)      | Sauvé (0 points)       | Sauvé (0 points)       | Immunisé (8 points)     | Éliminé               |
| Derrick Bateman | Sauvé (3 points)      | Immunisé (8 points)    | Sauvé (2 points)       | Éliminé (0 points)      |                       |
| Byron Saxton    | Sauvé (1 point)       | Sauvé (0 points)       | Éliminé (2 points)     |                         |                       |
| Conor O'Brian   | Sauvé (4 points)      | Éliminé (0 points)     |                        |                         |                       |
| Jacob Novak     | Éliminé (1 point)     |                        |                        |                         |                       |

- Gagnant de la compétition
- Sauvé par le public
- Éliminé
- Immunisé par le plus grand nombre de challenges remportés

### Saison 5:NXT Redemption
NXT Redemption, la cinquième saison d' NXT, a débuté le 8 mars 2011. La saison implique sept rookies des saisons 1, 2 et 4, et le gagnant retournera dans la sixième saison de NXT. L'immunité et ses systèmes de points ont été remplacés dans cette saison par le système de "redemption point". Il n'y a finalement aucun gagnant. Darren Young a été ajouté dans le roster de SmackDown le 1er mars en même temps que Derrick Bateman, puis Titus O'Neil a été rajouté dans le roster de SmackDown le 3 mars. À partir du 17 mai, WWE NXT organisera ses propres enregistrements télévisés, combinés avec ceux de la FCW, le centre de formation de la WWE.
La saison se termine sur un hiatus, sans véritable fin de compétition. Le vainqueur désigné est le dernier participant, Derrick Bateman.
| Rookie          | Pro(s)          | Victoires | Défaites | Statut                                              |
| --------------- | --------------- | --------- | -------- | --------------------------------------------------- |
| Darren Young    | Chavo Guerrero  | 13        | 18       | Ajoutés dans le roster de WWE SmackDown sur WWE.com |
| Titus O'Neil    | Hornswoggle     | 23        | 13       | Ajoutés dans le roster de WWE SmackDown sur WWE.com |
| Derrick Bateman | Daniel Bryan    | 11        | 11       | Gagnant                                             |
| Conor O'Brian   | Vladimir Kozlov | 6         | 5        | Éliminés                                            |
| Lucky Cannon    | Tyson Kidd      | 6         | 6        | Éliminés                                            |
| Byron Saxton    | Yoshi Tatsu     | 2         | 8        | Éliminés                                            |
| Jacob Novak     | JTG             | 2         | 5        | Éliminés                                            |

### NXT, troisième division de la WWE
La "saison 6" de NXT a débuté le 20 juin 2012, avec la diffusion du premier épisode enregistré un mois plus tôt à la Full Sail University en Floride, ancienne arène de la FCW.
Cette nouvelle saison intègre la plupart des lutteurs de la FCW et servira de tremplin à ces derniers afin de rejoindre le roster principal de la WWE. Elle comporte aussi dans son roster d'anciens pros et rookies de la saison 5 tels que Tyson Kidd, Derrick Bateman ou Michael McGillicutty. Elle accueille également pour des apparitions d'un soir, des top stars des branches principales telles que Sheamus et Alberto Del Rio. Le 14 août, le site internet de la FCW devient le site de WWE NXT. Au départ, le général manager est Dusty Rhodes, et William Regal et Jim Ross sont aux commentaires.
Cette troisième division dispose de ses propres titres : NXT Championship, NXT Tag Team Championship et NXT Women's Championship. En 2012, la WWE annonce la création du NXT Championship, décerné au vainqueur d'un tournoi dont la finale s'est déroulée le 26 juillet lors d'un combat opposant Jinder Mahal à Seth Rollins. C'est Seth Rollins qui remporte le tournoi et devint le premier NXT Champion de l'histoire. En janvier 2013, un tournoi débute pour déterminer les premiers NXT Tag Team Champions, remporté par l'équipe British Ambition (Adrien Neville et Oliver Grey). Le 20 juin 2013 lors d'un épisode de NXT, Paige bat Emma pour devenir la première NXT Women's Champion.
Au 26 octobre 2016, le show compte 9 saisons réparties en 360 épisodes, mais le nombre de saisons n'est plus jamais mentionné et n'est utile qu'au regroupement des épisodes en ligne, une nouvelle saison démarrant généralement à chaque début d'année. Actuellement, le General Manager est William Regal, et les commentateurs sont Tom Phillips, Percy Watson et Nigel McGuiness.Le 1er juin 2017 Kennadi Brink est la toute première arbitre de NXT et la première à la WWE depuis les années 1980.

## Championnats
| WWE NXT                                 | WWE NXT                     | WWE NXT        | WWE NXT   | WWE NXT                  | WWE NXT                                                                                            |
| Championnat                             | Champion(s) actuel(s)       | Date victoire  | Durée     | Évènement                | Remarques                                                                                          |
| --------------------------------------- | --------------------------- | -------------- | --------- | ------------------------ | -------------------------------------------------------------------------------------------------- |
| NXT Championship                        | Oba Femi (1)                | 7 janvier 2025 | 218 jours | NXT New Year's Evil 2025 | En battant Trick Williams                                                                          |
| NXT Women's Championship                | Jacy Jayne (1)              | 27 mai 2025    | 78 jours  | NXT                      | En battant Stephanie Vaquer dans un match classique, et grâce à l'intervention du Fatal Influence. |
| NXT North American Championship         | Ethan Page (1)              | 27 mai 2025    | 134 jours | NXT                      | En battant Ricky Saints                                                                            |
| NXT Women's North American Championship | Sol Ruca (1)                | 19 avril 2025  | 116 jours | Stand & Deliver          | En remportant un match à échelle contre 6 adversaires                                              |
| NXT Tag Team Championship               | Hank and Tank (1)           | 19 avril 2025  | 116 jours | Stand & Deliver          | En battant Fraxiom                                                                                 |
| NXT Heritage Cup Championship           | Channing Stacks Lorenzo (1) | 24 juin 2025   | 50 jours  | NXT                      | En battant Tony D'Angelo                                                                           |

## Événements retransmis en direct
Avant Wrestlemania 30, NXT obtient son premier show de catch en direct : NXT Arrival. Le 29 mai 2014[Quand ?], un second événementiel, NXT Takeover, est organisé par NXT.
D'autres éditions de NXT Takeover sont mises en place par la suite.

## Production
Le 2 février 2010, le président de la WWE Vince McMahon annonce qu'un nouveau programme semestriel remplacerait l'émission ECW sur la chaîne Syfy. McMahon a décrit l'émission comme "la prochaine évolution de la WWE ; la prochaine évolution de l'histoire de la télévision".
Dès l'épisode de WWE Superstars du 4 février 2010, le nouveau titre de l'émission est annoncé comme étant WWE NXT.
Le format de l'émission a été révélé dans le magazine Variety le 16 février,. NXT est la deuxième série de réalité produite par la WWE, le premier étant WWE Tough Enough qui a été diffusé entre 2001 et 2004. Du fait que la WWE diffusait son programme semestriel sans interférence, le plan actuel de NXT serait d'étendre le programme sur de multiples saisons.
En mars 2010, la WWE annonce que leur émission WWE SmackDown sera diffusé sur Syfy en octobre, avec l'arrêt de la diffusion de NXT sur la chaîne. Le dernier épisode a été diffusé sur Syfy le 28 septembre,. Peu après leur annonce en mars, la WWE a également expliqué leur intention de diffuser leur émission sur une autre chaîne. Malgré leurs commentaires, la WWE diffuse son émission sur webcast sur leur site officiel pour les américains depuis octobre 2010.
La musique initiale de début de l'émission s'intitulait Wild and Young d'American Bang, qui a été utilisée pour les première, deuxième et quatrième saisons. Durant la saison 3, féminine, le thème d'ouverture était You Make the Rain Fall de Kevin Rudolf. La musique d'entrée des rookies de NXT se nommait Get thru this de Art of Dying.

### Diffusions aux États-Unis
| Jour     | Chaîne                   | Année     | Notes                                   |
| -------- | ------------------------ | --------- | --------------------------------------- |
| Mercredi | Syfy                     | 2010–2011 | Période de télé-réalité.                |
| Mercredi | WWE.com                  | 2011–2012 | Période de télé-réalité.                |
| Mercredi | Hulu Plus                | 2012–2013 | Troisième branche de la WWE.            |
| Mercredi | Hulu Plus                | 2013–2014 | Troisième branche de la WWE.            |
| Mercredi | Hulu Plus et WWE Network | 2014–2015 | Passage sur le WWE Network.             |
| Mercredi | Hulu Plus et WWE Network | 2015–2016 | Passage sur le WWE Network.             |
| Mercredi | Hulu Plus et WWE Network | 2016–2017 | Passage sur le WWE Network.             |
| Mercredi | WWE Network              | 2017–2018 | Depuis le retour de la Brand Extension. |
| Mercredi | WWE Network              | 2018–2019 | Depuis le retour de la Brand Extension. |
| Mercredi | WWE Network              | 2019–2020 | Depuis le retour de la Brand Extension. |
| Mercredi | WWE Network              | 2021-...  | Depuis le retour de la Brand Extension. |

### Diffusions internationales
Hors des États-Unis, NXT est diffusé sur un nombre de chaînes dans de différents pays.
| Pays                                                     | Chaîne                         |
| -------------------------------------------------------- | ------------------------------ |
| Afrique du Sud                                           | e.tv                           |
| Amérique latine, République dominicaine                  | FX Latin America               |
| Australie                                                | FOX8                           |
| Bangladesh, Inde et Pakistan                             | TEN Sports                     |
| Cambodge                                                 | CTN                            |
| Canada                                                   | The Score Television Network   |
| Finlande                                                 | MTV3 MAX                       |
| France                                                   | AB1                            |
| Allemagne, Autriche, Suisse, Luxembourg et Liechtenstein | Sky Sport                      |
| Italie                                                   | Sky Italia                     |
| Japon                                                    | J Sports 1                     |
| Malaisie                                                 | Astro SuperSport               |
| Moyen-Orient                                             | Showtime                       |
| Nouvelle-Zélande                                         | The Box                        |
| Philippines                                              | Solar Sports                   |
| Pologne                                                  | Extreme Sports Channel         |
| Portugal                                                 | SportTV 3                      |
| Royaume-Uni et Irlande                                   | Sky Sports 3 & Sky Sports HD 3 |
| Taïwan                                                   | Videoland Max-TV               |
| Ukraine                                                  | QTV, Mega                      |

### Épisodes spéciaux
Les épisodes spéciaux de NXT célèbrent des événements spéciaux du show.
| Épisode                 | Date                               | Notes                                             |
| ----------------------- | ---------------------------------- | ------------------------------------------------- |
| WWE NXT                 | 23 février 2010                    | Le premier épisode de WWE NXT.                    |
| 100e NXT                | 17 janvier 2012                    | NXT fête son 100e épisode.                        |
| The All New NXT         | 20 juin 2012                       | NXT devient la troisième division de la WWE.      |
| NXT Clash of Champions  | 24 avril 2013                      | Tous les champions de NXT défendent leurs titres. |
| 200e NXT                | 18 décembre 2013                   | NXT fête son 200e épisode.                        |
| NXT Great American Bash | 1er juillet 2020 et 8 juillet 2020 | Avait lieu en Deux nuits                          |
| NXT Halloween Havoc     | 28 octobre 2020                    | Le host a été Shotzi Blackheart                   |

### Thème musical
| Titre de la musique                                 | Dates                                                         | Notes                                                                    |
| --------------------------------------------------- | ------------------------------------------------------------- | ------------------------------------------------------------------------ |
| Wild and Young par American Young                   | 23 février 2010 - 31 août 2010 7 décembre 2010 - 13 juin 2012 | Thème du générique des saisons 1, 2, 4 et 5.                             |
| Get Thru This par Art Of Dying                      | 23 février 2010 - 31 août 2010 7 décembre 2010 - 13 juin 2012 | Thème utilisé par les rookies lors de leur entrée pour un match.         |
| You Make the Rain Fall par Kevin Rudolf             | 7 septembre 2010 - 30 novembre 2010                           | Il s'agit du thème de la saison 3, consacrée aux divas.                  |
| Welcome Home par Coheed and Cambria                 | 20 juin 2012 - 19 février 2014                                | C'est le thème depuis que NXT est devenu la troisième branche de la WWE. |
| Roar Of The Crowd par CFO$                          | 27 février 2014 - 5 avril 2017                                |                                                                          |
| Rage par CFO$                                       | 12 avril 2017 - 24 mai 2017                                   |                                                                          |
| Resistance par Powerflo                             | 31 mai 2017- 28 mars 2019                                     |                                                                          |
| All Out Life de Slipknot                            | 4 avril 2019 - 2021                                           |                                                                          |
| Eat de Poppy                                        | 2021                                                          |                                                                          |
| Down South par Wale (ft. Yella Beeze et Maxo Kream) | 2021 - 2022                                                   | Thème utilisé durant la période de NXT 2.0                               |
| Shredder de def rebel                               | 2022 - 24 septembre 2024                                      | Thème marquant le retour au format "Black & Gold"                        |
| Millions from Now de 2 Chainz & Lil Wayne           | 1 octobre 2024 - actuel                                       | Nouveau thème song suite au passage de NXT sur CW                        |

## Personnel

### Figures d'autorité
| Personne               | Position                                       | Prise de fonction | Fin de fonction   | Notes |
| ---------------------- | ---------------------------------------------- | ----------------- | ----------------- | --- |
| Vince McMahon          | Propriétaire                                   | 23 février 2010   | Présent           | Il est le président depuis le début en date du 23 février 2010 à aujourd'hui. |
| Matt Striker           | Intervieweur principal                         | 23 février 2010   | 13 juin 2012      | Ashley Valence a été coïntervieweuse avec Matt Striker du 22 juin au 31 août 2010. Elle fut remplacée par Maryse du 8 mars 2011 au 28 octobre 2011. Matt Striker quitte NXT pour se consacrer à superstar en tant que commentateur.                               |
| William Regal          | General Manager                                | 28 février 2012   | 13 juin 2012      | William Regal devient le premier General Manager de l'histoire de NXT. |
| Steve Keirn            | Copropriétaire                                 | 20 juin 2012      | Présent           | Ancien président de la FCW. À la suite de la fusion de la FCW et de NXT, il devient le copropriétaire de NXT. |
| Triple H               | Chef des Opérations                            | 20 juin 2012      | Présent           | À la suite du renvoi de Vince McMahon par le grand conseil d'administration, Triple H le remplace et devient ainsi Chef des Opérations de WWE NXT. |
| Dusty Rhodes           | General Manager par Intérim et commissionnaire | 20 juin 2012      | 18 septembre 2013 | C'est sous son règne de GM que NXT a reçu les trois Championnats actuels. Il a été viré par Triple H. |
| John Bradshaw Layfield | General Manager                                | 25 septembre 2013 | 31 juillet 2014   | JBL a été nommé General Manager de NXT, en remplacement de Dusty Rhodes. |
| William Regal          | General Manager                                | 7 août 2014       | 22 Janvier 2024   | Regal fait son retour en tant que GM et quitte son rôle de commentateur de NXT. Michael Cole a remplacé Regal par intérim, pendant la période du 25 novembre au 15 décembre 2015. Son règne de General Manager est le plus long tout division confondu de la WWE. |
| Ava (Simone Johnson)   | General Manager                                | 24 Janvier 2024   | Présent           | Elle a été promue nouvelle directrice générale de NXT, devenant ainsi la plus jeune directrice générale de la WWE. |

### Commentateurs
| Commentateurs                                                                                    | Période                              | Notes |
| ------------------------------------------------------------------------------------------------ | ------------------------------------ | --- |
| Josh Matthews et Michael Cole                                                                    | 23 février 2010 - 30 novembre 2010   | Le 21 septembre, CM Punk assure également les commentaires. Le 30 novembre, Cole quitte le show, le traitant de ridicule.                                                                            |
| Josh Matthews et Todd Grisham                                                                    | 7 décembre 2010 - 1er mars 2011      | Todd Grisham remplace Michael Cole pour qu'il puisse se consacrer à SmackDown. |
| Todd Grisham et William Regal                                                                    | 8 mars 2011 - 23 août 2011           | Le 19 avril, Josh Mathews a remplacé Grisham. Les 3 et 10 mai, Matt Striker a remplacé Regal. Le 31 mai, Michael Cole a remplacé Regal. Todd Grisham laisse son poste lorsqu'il quitte la WWE.       |
| William Regal et Jack Korpela                                                                    | 6 septembre 2011 - 3 novembre 2011   | Le 13 septembre, Michael Cole a remplacé Regal. |
| Matt Striker et Josh Matthews                                                                    | 9 novembre 2011 - 11 janvier 2012    | Retour de Josh Matthews. Le 23 novembre 2011, William Regal a remplacé Matthews. Les 4 et 11 janvier 2012, William Regal l'a à nouveau remplacé. Le 18 janvier, Michael Cole a remplacé Striker.     |
| Josh Matthews et William Regal                                                                   | 25 janvier 2012 - 13 juin 2012       | Retour de William Regal. Matt Striker commente avec Josh Matthews quand William Regal est absent ou sur le ring.                                                                                     |
| William Regal et Jim Ross                                                                        | 20 juin 2012                         | Début du nouveau NXT, la troisième branche de la WWE. |
| Jim Ross et Byron Saxton                                                                         | 27 juin 2012 - 4 juillet 2012        | Josh Matthews ne s'occupe plus de NXT et est remplacé par Jim Ross qui s’intéresse de près aux futures superstars de la WWE après la saison 5.                                                       |
| Jim Ross, Byron Saxton et William Regal                                                          | 11 juillet 2012 - 17 octobre 2012    | Jim Ross ne commente en grande partie que les main events. |
| William Regal et Tony Luftman                                                                    | 24 octobre 2012 - 31 octobre 2012    | Tony Luftman changera de nom pour Tony Dawson. |
| William Regal, Tony Dawson, Tom Phillips, Brad Maddox                                            | 7 novembre 2012 - 31 juillet 2013    | Regal/Dawson et Phillips/Maddox commentent les shows chacun alternativement. Tony Dawson est également commentateur à WWE Superstars.                                                                |
| William Regal, Tony Dawson, Tom Phillips et Alex Riley                                           | 7 août 2013 - 20 septembre 2013      | Alex Riley remplace Brad Maddox, qui est devenu GM de Raw. |
| William Regal, Tom Phillips, Alex Riley, Renee Young, Jason Albert et Byron Saxton               | 20 septembre 2013 - 3 avril 2014     | Tony Dawson quitte la WWE. Byron Saxton fait son retour et Renee Young devient la première femme commentatrice de l'histoire de la WWE. Tous ces commentateurs commentent les shows alternativement. |
| William Regal, Tom Phillips, Alex Riley, Renee Young, Jason Albert, Byron Saxton et Rich Breenan | 10 avril 2014 - 24 juillet 2014      | Rich Brennan se rajoute au groupe. |
| Tom Phillips, Alex Riley, Renee Young, Jason Albert, Byron Saxton et Rich Breenan                | 31 juillet 2014 - 11 septembre 2014  | William Regal devient le GM de NXT et quitte sa fonction de commentateur. |
| Alex Riley, Renee Young, Jason Albert et Rich Breenan                                            | 18 septembre 2014 - 11 décembre 2014 | Tom Phillips quitte NXT pour se consacrer à SmackDown. Byron Saxton quitte également NXT pour se consacrer au roster principal, en particulier WWE Main Event.                                       |
| Alex Riley, Renee Young, Jason Albert, Rich Breenan et Corey Graves                              | 11 décembre 2014 - 21 janvier 2015   | Corey Graves se rajoute au groupe à la suite de l'annonce de sa retraite des rings. |
| Alex Riley, Jason Albert, Rich Breenan, Corey Graves et Tom Phillips                             | 28 janvier 2015 - 4 mars 2015        | Tom Phillips fait son retour pour remplacer Renee Young. |
| Jason Albert, Rich Breenan, Corey Graves et Tom Phillips                                         | 11 mars 2015 - 18 mars 2015          | Alex Riley quitte son rôle de commentateur pour revenir sur les rings de NXT. |
| Rich Breenan et Corey Graves                                                                     | 25 mars 2015 - 22 avril 2015         | Jason Albert devient le co-entraîneur de NXT et quitte sa place de commentateur. Tom Phillips retourne à Smackdown.                                                                                  |
| Rich Breenan, Corey Graves et Byron Saxton                                                       | 29 avril 2015 - 23 décembre 2015     | Saxton fait son retour en tant que commentateur. |
| Corey Graves et Tom Phillips                                                                     | 13 janvier 2016 - 30 novembre 2016   | Retour d'un duo avec Phillips qui vient remplacer Brennan. Saxton quitte NXT pour se consacrer à Smackdown et aux PPV de la WWE.                                                                     |
| Corey Graves, Tom Phillips et Percy Watson                                                       | 7 décembre 2016 - 1er février 2017   | Watson fait son retour à la WWE et rejoint l'équipe de commentateurs de NXT. |
| Tom Phillips, Percy Watson et Nigel McGuinness                                                   | 8 février 2017 - 21 juin 2017        | Corey Graves quitte NXT pour se consacrer à RAW et aux PPV de la WWE. Nigel McGuinness vient remplacer Graves aux côtés de Phillips et Watson.                                                       |
| Percy Watson, Mauro Ranallo et Nigel McGuinness                                                  | 28 juin 2017 - mai 2019              | Mauro Ranallo remplace Tom Phillips qui est désormais commentateur de Smackdown à temps plein. |
| Beth Phoenix, Nigel McGuinness et Mauro Ranallo,                                                 | mai 2019 - avril 2020                | Percy Watson a décidé de quitter NXT. Il est remplacé par Beth Phoenix. |
| Beth Phoenix, Tom Phillips et Mauro Ranallo                                                      | avril 2020 - août 2020               | Nigel McGuinness a été renvoyé de WWE dans le cadre des licenciements provoqués par la pandémie de Covid-19. Il est remplacé, par intérim, par Tom Phillips.                                         |
| Beth Phoenix, Vic Joseph et Mauro Ranallo                                                        | août 2020 - septembre 2020           | Tom Phillips est remplacé par Vic Joseph. |
| Beth Phoenix, Vic Joseph et Wade Barrett                                                         | septembre 2020 - présent             | Mauro Ranallo a décidé de quitter WWE. Il est remplacé par Wade Barrett. |

### Annonceurs de ring
| Annonceur(s)                                              | Période                                                                | Notes |
| --------------------------------------------------------- | ---------------------------------------------------------------------- | --- |
| Savannah                                                  | 23 février 2010 - 1er juin 2010                                        | |
| Jamie Keyes                                               | 8 juin 2010 - 24 août 2010                                             | Savannah quitte la WWE. |
| Tony Chimel                                               | 31 août 2010 - 13 juin 2012                                            | Il est parfois remplacé par Justin Roberts, Eden Stiles, ou Lilian Garcia (voir ci-dessous). |
| Justin Roberts                                            | 7 décembre 2010, 8 mars 2011 et 13 septembre 2011                      | |
| Eden Stiles                                               | 12 juillet 2011, 9 novembre 2011 et 7 décembre 2011 - 28 décembre 2011 | |
| Lilian Garcia                                             | 18 janvier 2012                                                        | |
| Caylee Turner, Chris Russo et Summer Rae                  | 20 juin 2012 - 17 octobre 2012                                         | Début du nouveau NXT, la troisième branche de la WWE. |
| Howard Finkel                                             | 29 août 2012                                                           | Uniquement pour le main event. |
| Summer Rae et Byron Saxton                                | 24 octobre 2012 - 14 février 2013                                      | |
| Byron Saxton, Kendall Skye, Alexa Bliss et Veronica Lane  | 21 février 2013 - 19 septembre 2013                                    | Summer Rae quitte son poste pour retourner sur les rings. |
| Eden et JoJo                                              | 26 septembre 2013 - 10 octobre 2014                                    | |
| JoJo et Byron Saxton                                      | 16 octobre 2014 - 6 novembre 2014                                      | Eden quitte NXT pour Smackdown. |
| JoJo                                                      | 13 novembre 2014 - 29 avril 2015                                       | Byron Saxton redevient commentateur à plein temps. |
| JoJo et Greg Hamilton                                     | 6 mai 2015 - 15 juillet 2016                                           | D'Marco, Rome et Caruso annoncent uniquement les shows non télévisés. |
| Greg Hamilton et Dasha Fuentes                            | 22 juillet 2016 - 24 août 2016                                         | JoJo quitte NXT pour Raw. |
| Mike Rome, Andrea D'Marco, Dasha Fuentes et Charly Caruso | 31 juillet 2016 - 25 avril 2017                                        | Hamilton quitte NXT pour Smackdown. |
| Mike Rome, Dasha Fuentes et Kayla Braxton                 | 25 avril 2017 - 17 avril 2019                                          | D'Marco quitte la WWE. Mike Rome quitte NXT pour Raw en janvier 2019. Dasha Fuentes quitte la WWE le 9 avril 2019. |
| Alicia Taylor                                             | 24 avril 2019 - 7 mai 2024                                             | Elle devient l'annonceuse de NXT avec la plus longue durée. Peu après l'épisode du 7 mai 2024, Shawn Michaels annonce officiellement qu'Alicia Taylor quitte NXT pour SmackDown.                                                                   |
| Mike Rome                                                 | Depuis le 14 mai 2024                                                  | Il retourne à NXT suite au départ d'Alicia Taylor pour SmackDown. Taylor le remplace entre le 3 septembre 2024 et le 17 septembre 2024 suite à son congé de paternité . Il sera aussi remplacé par Lilian Garcia le 4 mars 2025. (voir ci-dessous) |
| Alicia Taylor                                             | 3 septembre 2024 - 17 septembre 2024                                   | Elle remplace Mike Rome suite à son congé de paternité. |
| Lilian Garcia                                             | 4 mars 2025                                                            | |